# 將軍令 (五月天歌曲)
將軍令，是臺灣樂團五月天於2014年推出的單曲，由主唱阿信作詞作曲，為電影《黃飛鴻之英雄有夢》之主題曲。過去曾有多部翻拍黃飛鴻故事的電影之主題曲以古曲《將軍令》為主旋律，此次五月天特別為該電影量身打造全新風格的電影主題曲。2015年發表日文版本〈YOUR LEGEND～燃燒的生命～〉，為五月天在日本發行的第二張單曲。
大聯盟旅美球星陳偉殷在2016年賽季使用該首歌曲做為出場音樂。
富邦悍將曾峻岳於2025年賽季使用該首歌做為終結者出場音樂。

## 音樂錄影帶
2014年11月4日，官方首次發布副歌搶聽的主題曲版電影預告。
| 歌曲                          | 首播日期       | 導演   | 附註      |
| ----------------------------- | -------------- | ------ | --------- |
| 將軍令 （页面存档备份，存于） | 2014年11月11日 | 周顯揚 | 電影版 MV |
| 將軍令 （页面存档备份，存于） | 2015年1月1日   | 黃中平 | 正式版 MV |

## 獎項
| 年份 | 單位                 | 獎項             | 入圍者 | 結果 |
| ---- | -------------------- | ---------------- | ------ | ---- |
| 2015 | 第34屆香港電影金像獎 | 最佳原創電影歌曲 | 將軍令 | 提名 |

## 外部連結
1. 1 2  ISRC-國際標準錄音錄影資料代碼查詢系統
2. ↑  YouTube上的Mayday五月天〈將軍令〉副歌搶先聽-電影「黃飛鴻之英雄有夢」主題曲
3. ↑  第34屆香港電影金像獎提名及得獎名單 （页面存档备份，存于）.香港電影金像獎